# Балхаку (Бузау)
Балхаку (рум. Bâlhacu) насеље је у Румунији у округу Бузау у општини К.А. Росетти. Oпштина се налази на надморској висини од 48 m.

## Становништво
Према подацима из 2002. године у насељу је живело 227 становника, од којих су сви румунске националности.